# Nkol-Melen (Obala)
Pour les articles homonymes, voir Nkol et Melen (homonymie).
Nkol-Melen est un village situé dans l'arrondissement d'Obala, département de la Lékié dans la région du centre Cameroun.

## Population
Lors du recensement de 1965 la population de Nkol-Melen est de 325 habitants.  En 2005, Elle est estimée à 526 habitants.  Elle vit principalement de l'agriculture, de l’élevage et du petit commerce de produits vivriers.
La majorité de la population est de l'ethnie Eton.

## Infrastructure
Nkol-Melen est doté d'une école primaire publique, une pompe à eau et depuis 2022 d'un échangeur sur la route nationale n°1 qui traverse la localité.